# Bill Olson
Willis Stuart „Bill“ Olson (* 3. Januar 1930 in Eau Claire; † 9. April 2021 ebenda) war ein US-amerikanischer Skispringer.

## Werdegang
Olson begann bereits als Kind mit dem Skisport. Mit zunehmender Professionalisierung startete er auch auf den großen Schanzen in Nordamerika. 1950 stellte er einen neuen Nordamerikarekord auf. Daraufhin wurde er in den US-Kader für internationale Springen des Internationalen Skiverbands aufgenommen. Bei den Olympischen Winterspielen 1952 in Oslo  sprang er auf den 22. Platz im Einzelspringen. Von 1954 bis 1965 wurde er NCAA-Meister für die University of Denver. In Cortina d’Ampezzo bei den Olympischen Winterspielen 1956 sprang er auf Platz 43.
Bei den US-Meisterschaften 1958 auf dem Pine Mountain Jump in Iron Mountain gewann Olson seinen ersten und einzigen nationalen Titel.
1965 verließ er die Nationalmannschaft und startete ab demselben Jahr bei sogenannten Masters- oder Veteranenspringen. Dabei gewann er 1965, 1966 und 1968 jeweils den Titel. 1972 wurde er in die National Ski Hall of Fame aufgenommen.